# ده بزرگ (باشت)
ده بزرگ، روستایی از توابع بخش باشت شهرستان باشت در استان کهگیلویه و بویراحمد ایران است.

## جمعیت
این روستا در شهرستان باشت قرار دارد و براساس سرشماری مرکز آمار ایران در سال ۱۳۸۵، جمعیت آن ۵۵ نفر (۱۸خانوار) بوده‌است . تقریباً تمامی ساکنان این روستا در طول سالهای گذشته و پس از بروز حوادث مختلف یا به دلخواه از این روستا مهاجرت کرده و به شهرهای باشت ، گچساران ، شیراز و تهران مهاجرت نموده‌اند .